# Dioxys pacifica
Dioxys pacifica là một loài ong trong họ Megachilidae. Loài này được Cockerell miêu tả khoa học đầu tiên năm 1916.